# Pseudocerura
Pseudocerura là một chi bướm đêm thuộc họ Noctuidae.